# Guàrdia d'Assalt
El Cos de Seguretat i Assalt, anomenat popularment Guàrdia d'Assalt, va ser un cos policial espanyol creat durant la Segona República Espanyola, predecessor de les actuals unitats antiavalots. Es va crear el 9 de febrer de 1932 i el seu primer cap va ser el tinent coronel Agustín Muñoz Grandes. La Guàrdia d'Assalt estava organitzada militarment. Els efectius es distribuïen per les principals ciutats en unitats equivalents a una companyia (devers 150 guàrdies) manades per un capità. L'armament bàsic d'aquest cos consistia en carrabines Màuser model 1893 i pistoles Astra M900. La seva funció principal era el manteniment de l'ordre públic i actuava normalment en cas d'aldarulls. A diferència dels altres cossos policials de l'època, no tenia com a funció principal perseguir la delinqüència.

## Història
Durant el bienni d'esquerres (1931-1933) es van produir una sèrie de reformes i conflictes. El govern republicà estava convençut que l'exèrcit era una de les institucions espanyoles que necessitava una profunda transformació, de manera que es convertís en un exèrcit professional i democràtic. Amb aquest objectiu al cap Manuel Azaña va decidir de crear l'escala de complement i la Guàrdia d'Assalt, perquè esdevingués una força d'ordre públic fidel a la República. Durant la Guerra Civil espanyola majoritàriament es va mantenir fidel al govern, que el 27 de desembre de 1936 la va fusionar amb la Guàrdia Civil. En acabar la guerra, el cos resultant de la fusió va ser dissolt pel govern del general Franco, i amb els membres dels antics cossos policials fidels al nou règim es varen fundar els ens següents:
- Cuerpo General de Policia, amb els antics membres del Cuerpo de Investigación y Vigilancia
- Policia Armada, amb el personal procedent de la Guardia de Seguridad i la Guàrdia d'Assalt.
- Guàrdia Civil, en la qual s'unificaren els cossos de la Guàrdia Civil i de Carrabiners.